# Vespa (zoologia)
Vespa Linnaeus, 1758 è un genere di imenotteri sociali appartenente alla famiglia Vespidae.
La maggior parte delle specie di questo genere è concentrata nel sud est asiatico, fanno eccezione Vespa crabro che estende il suo areale fino all'Europa e Vespa orientalis, presente esclusivamente in Medio Oriente, Nord Africa, Balcani e Sud Italia.
Nei primi anni del 2000, la famosa Vespa velutina, con la sua sottospecie "nigrithorax", è stata introdotta accidentalmente in Europa presumibilmente tramite carichi di legname importato dalla Cina e ospitanti regine in ibernazione. Essa ha avuto modo di diffondersi molto rapidamente attraverso la Francia, dove è diventata una vera piaga per l'apicoltura. Ha raggiunto, negli anni successivi, anche la Penisola Iberica e l'Italia, dove attualmente è in fase di diffusione in Liguria e Piemonte ed è bersaglio di una intensa lotta contro la sua infestazione.

## Ciclo vitale e biologia

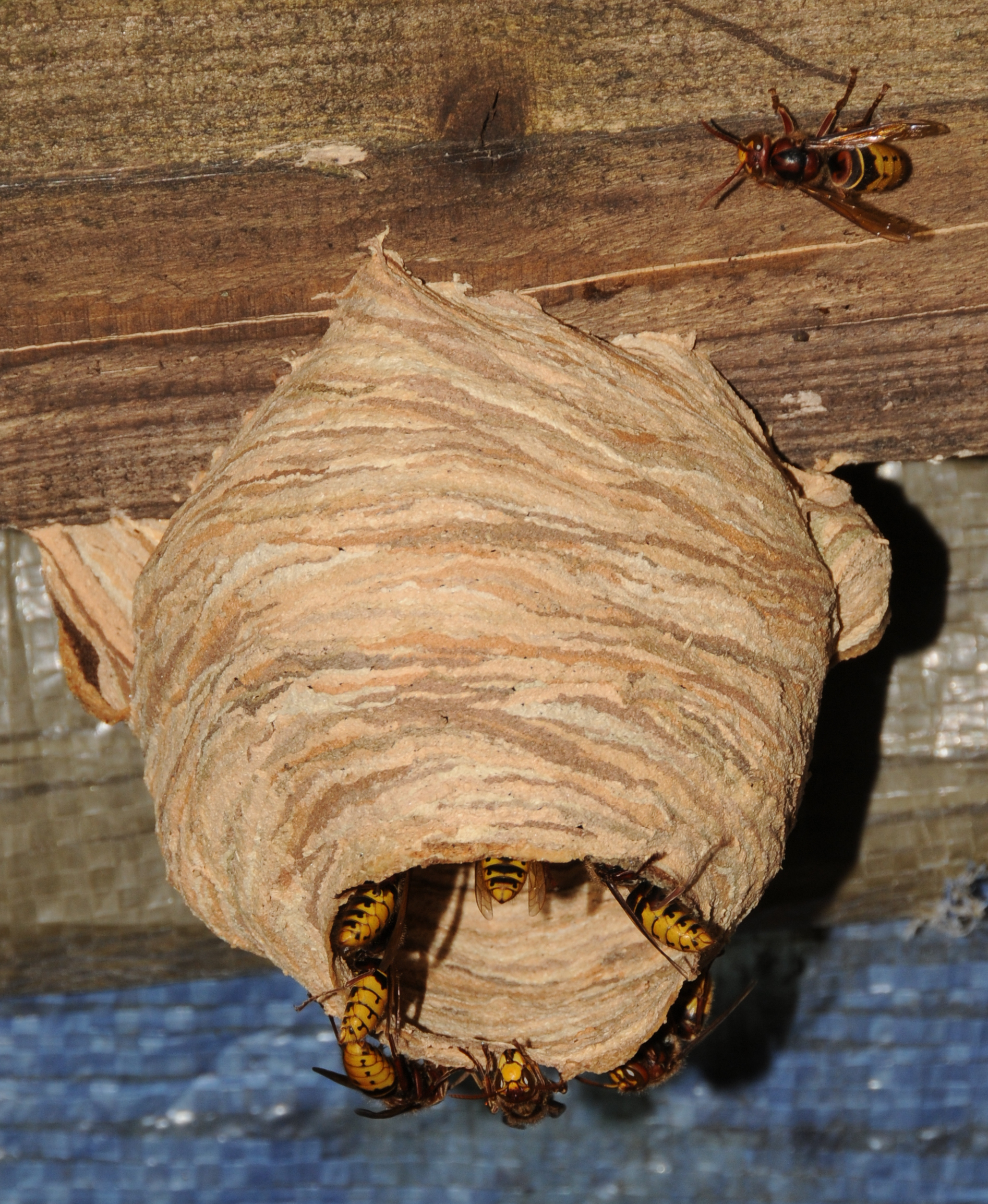
Nido di calabroni europei (Vespa crabro)

Questo genere comprende specie che vivono in colonie più o meno numerose (in dipendenza dalla specie) che possono variare dai 100 ai 1000 individui per colonia.
A capo di ogni colonia c'è una femmina fertile, la fondatrice o regina, che inizia da sola la costruzione del nido in primavera ed è l'unica che può ovodeporre. Essa impiega oltre un mese per costruire le prime cellette del nido, iniziare un abbozzo di strato protettivo e crescere da sola le sue prime figlie, una manciata di larve (una per ogni cella) che nutre prevalentemente con materiale proteico animale estratto da altri insetti che preda e tritura, per poi distribuire equamente la "polpetta" di carne rimasta.
Le prime operaie, alla loro emersione, si assumeranno ogni compito di manutenzione, sviluppo e difesa della colonia, lasciando alla fondatrice solamente il compito di deporre le uova. La stragrande maggioranza degli esemplari sono operaie, femmine sterili al servizio della regina che nutrono e proteggono le larve e si occupano della manutenzione e dell'ampliamento del nido.
Con l'aumentare delle operaie, il nido vede la sua espansione a ritmi sempre crescenti. Numerosi piani di cellette vengono aggiunti al primo, la copertura esterna viene completata ed ampliata, le larve nutrite. 
Una caratteristica di questo genere è il fatto che le larve sono in grado di avvertire le operaie quando hanno fame, adoperando rapidissimi, ritmici e sincronizzati movimenti del capo con cui raschiano le pareti della celletta in cui si trovano mediante le mandibole. Le vespe adulte sembrano saper cogliere le vibrazioni create, agendo di conseguenza e nutrendo le larve affamate.
A fine estate iniziano a comparire i primi esemplari maschili, riconoscibili per le dimensioni talvolta ridotte e per le antenne molto più lunghe e ingrossate, nonché per l'addome tendenzialmente a forma di sigaro, che ha un segmento in più rispetto alle femmine.
Quando la stagione avanza, nella colonia nascono alcune femmine fertili che, dopo l'accoppiamento con i maschi, si allontanano dal nido, si nutrono molto abbondantemente per accumulare nutrienti in forma di grassi e, all'arrivo della stagione fredda, passano l'inverno al riparo per poi cercare di rifondare nuovi nidi nella primavera successiva, diventando fondatrici a loro volta.
Spesso, le operaie più giovani ed alcuni maschi permangono nel nido fino all'inverno anche senza la regina, morta poco dopo la comparsa delle nuove fondatrici.
fra le specie di Vespa, esistono due tipi principali di colonie che differiscono fra loro per il tempo del loro ciclo vitale. I calabroni a ciclo vitale breve impiegano una manciata di mesi per completare il periodo riproduttivo, come ad esempio Vespa ducalis, che inizia la fondazione in maggio, sviluppandosi e maturando gli esemplari sessuati già in agosto. Esistono poi specie con ciclo vitale lungo, come la Vespa velutina, che fonda le sue colonie in marzo-aprile per poi crescere esponenzialmente ed estinguersi qualche tempo dopo la produzione dei sessuati femminili, che avviene in settembre-ottobre. Le specie a ciclo lungo spesso hanno anche la caratteristica di costruire colonie molto più grandi e popolate, ma gli adulti raggiungono generalmente dimensioni minori.
Una specie tristemente nota a molti è sicuramente la Vespa mandarinia. Questo enorme calabrone, lungo fino a 5,5 cm e dall'apertura alare di circa 7 cm, è il vespide più grande del mondo. È diffusa in tutto il Sud-Est Asiatico e in Giappone (dove è conosciuta nella sua sottospecie Vespa mandarinia japonica). Il Calabrone gigante asiatico, nome comune di questa vespa, causa circa 30 o 40 vittime l'anno nel solo Giappone. Sebbene ami nidificare sottoterra e raramente vicino alle abitazioni, non è infrequente che alcune colonie vengano trovate ai margini delle coltivazioni, sotto ceppi d'albero. Un nido può raggiungere dimensioni ragguardevoli ed essere popolato in media da 300 operaie, tutte in grado di attaccare e iniettare, con un aculeo di 6 millimetri, una soluzione di tossine ed enzimi litici con la funzione di procurare il massimo dolore e in grado di sciogliere la carne umana. Masato Ono, celebre entomologo giapponese, descrive la sua puntura come "un chiodo rovente conficcato nella carne".
Nonostante la pericolosità, non è la specie più velenosa: Vespa luctuosa ha un veleno 4 volte più potente, ma il calabrone gigante raggiunge dimensioni ben maggiori ed è quindi in grado di inoculare dosi molto maggiori di veleno.

## Tassonomia

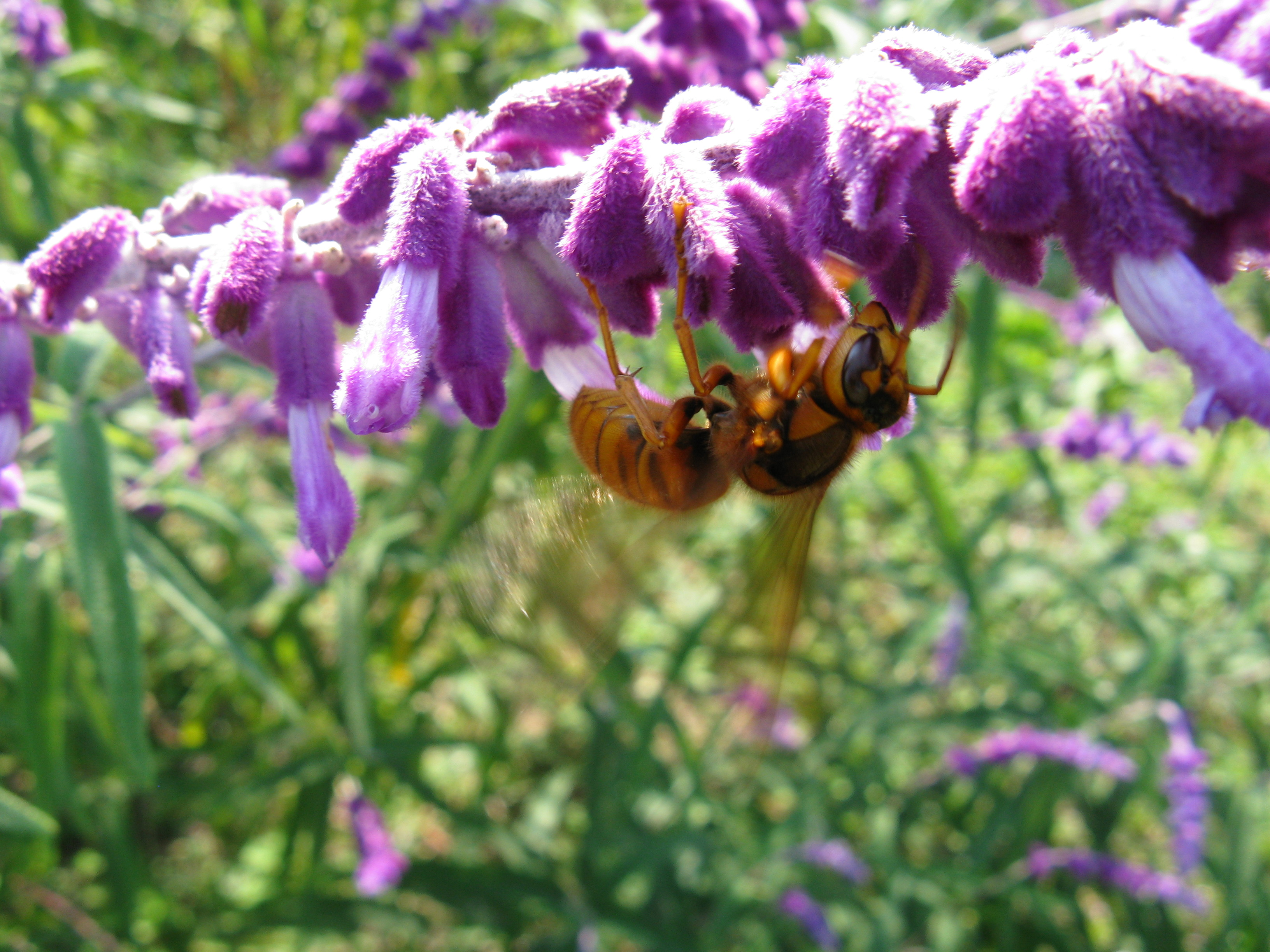
Vespa simillima

Il genere comprende le seguenti specie:
- Vespa aethale Liechtenstein
- Vespa affinis (Linnaeus)
- Vespa analis Fabricius
- Vespa auraria Smith
- Vespa basalis Smith
- Vespa bellicosa Saussure
- Vespa bicincta Villers
- Vespa bicolor Fabricius
- Vespa bilineata Statz
- Vespa binghami Buysson
- Vespa bipustulata Villers
- Vespa capitata Geoffroy
- Vespa cayana Reich
- Vespa chrysoptera Villers

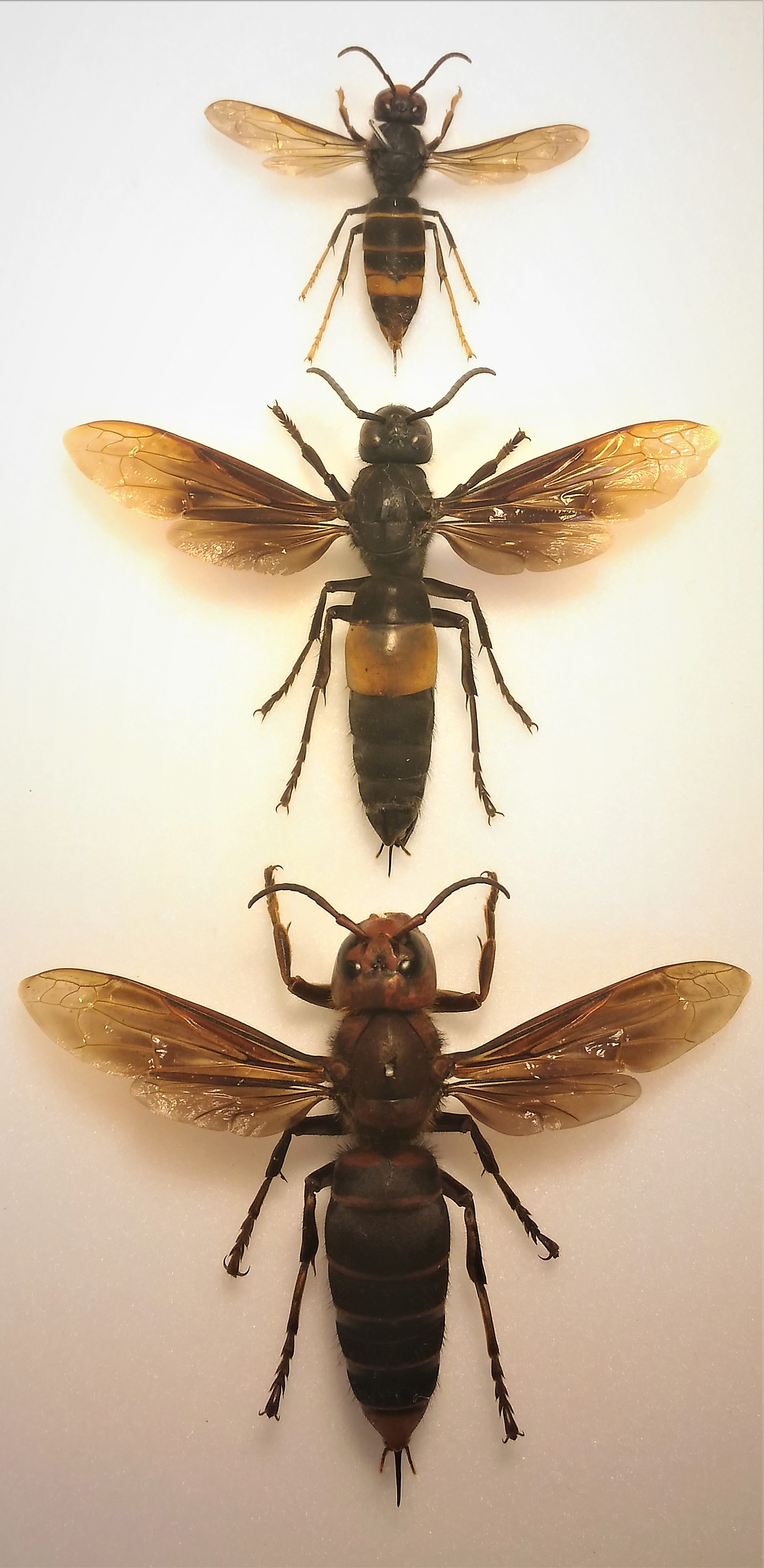
Confronto di tre esemplari appartenenti al genere Vespa: vespa velutina (in alto), vespa tropica (in mezzo), vespa mandarinia magnifica (in basso). Collezione privata.

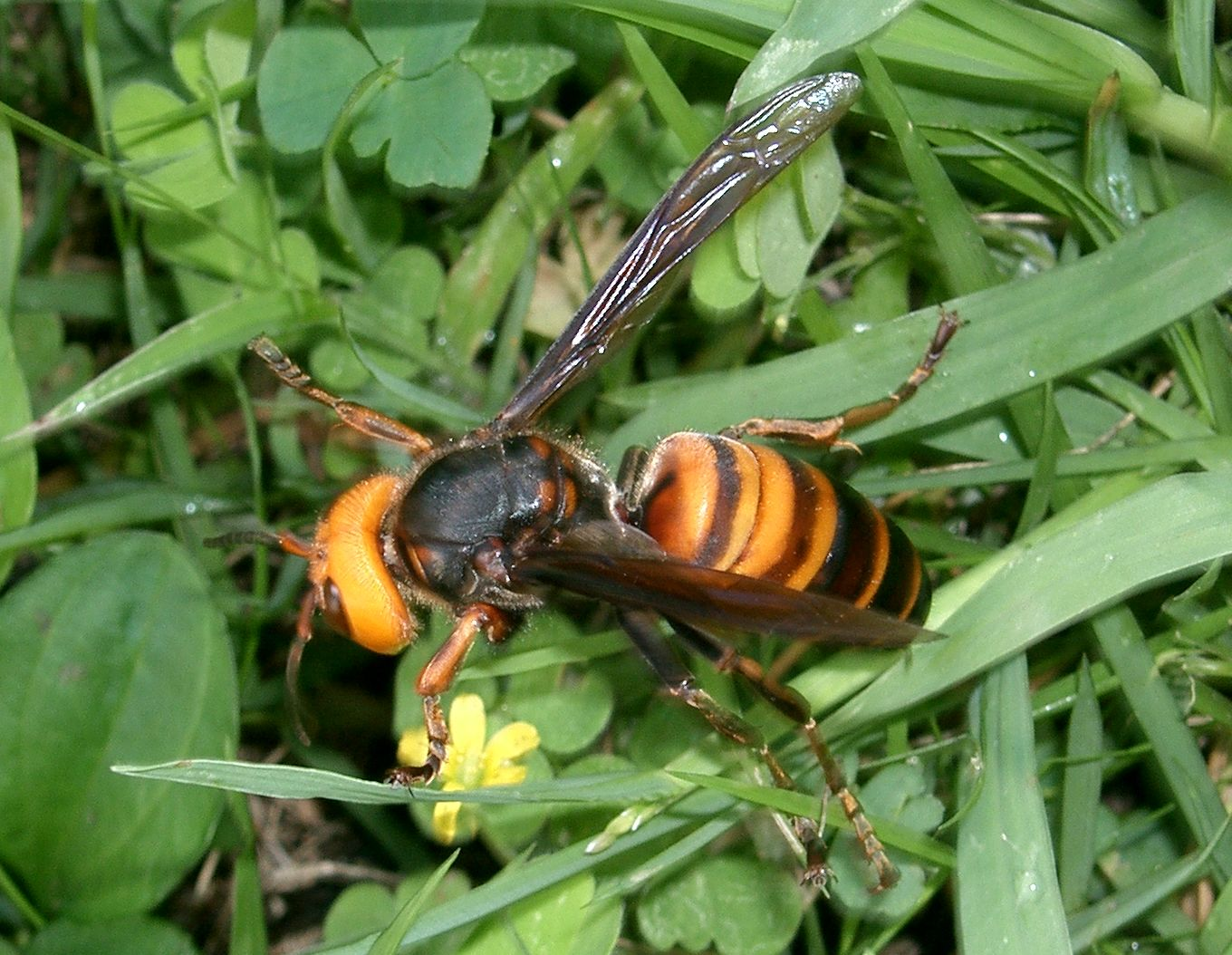
Vespa mandarinia

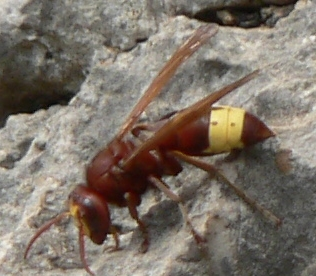
Vespa orientalis

- Vespa chrysopteraarmata Villers
- Vespa communis Schrank
- Vespa condigna Liechtenstein
- Vespa conifera Liechtenstein
- Vespa consimilis Liechtenstein
- Vespa cordifera Statz
- Vespa crabro Linnaeus
- Vespa crabroniformis Heer
- Vespa crassipes Christ
- Vespa cribriformis Christ
- Vespa curvipes Christ
- Vespa daedalea Liechtenstein
- Vespa dentata Olivier
- Vespa diadema Christ
- Vespa discincta Liechtenstein
- Vespa ducalis Smith
- Vespa dybowskii André
- Vespa erythrocephala Gmelin
- Vespa exotica Gmelin
- Vespa ferruginata Liechtenstein
- Vespa ferruginea Olivier
- Vespa fervida Smith
- Vespa florisequa Christ
- Vespa fluva Gmelin
- Vespa fulvipes Geoffroy
- Vespa fumida van der Vecht
- Vespa fusus Christ
- Vespa geniculata Gravenhorst
- Vespa guttata Geoffroy
- Vespa hirsutissima Villers
- Vespa horticola Muller
- Vespa intersecta Goeffroy
- Vespa italica Christ
- Vespa ligata Muller
- Vespa longicornis Geoffroy
- Vespa luctuosa Saussure
- Vespa macrocephala Christ
- Vespa mandarinia Smith
- Vespa menstrua Liechtenstein
- Vespa minima Poda
- Vespa minuta Liechtenstein
- Vespa mocsaryana Buysson
- Vespa mucronata Schrank
- Vespa multimaculata Pérez
- Vespa nigra Geoffroy
- Vespa ochropygos Liechtenstein
- Vespa ochrosticta Liechtenstein
- Vespa ocreata Liechtenstein
- Vespa ordinata Geoffroy
- Vespa orientalis Linnaeus
- Vespa pacicephala Scopoli
- Vespa petiolata Schrank
- Vespa philippinensis Saussure
- Vespa quadripunctata Geoffroy
- Vespa quinquefasciata Muller
- Vespa quinquefasciata Schrank
- Vespa scutellata Liechtenstein
- Vespa sericea Liechtenstein
- Vespa sessilis Olivier
- Vespa sexmaculata Muller
- Vespa sexpustulata Villers
- Vespa simillima
- Vespa sinuata Geoffroy
- Vespa soror Buysson
- Vespa sphaerogaster Liechtenstein
- Vespa taenia Liechtenstein
- Vespa tahitensis Liechtenstein
- Vespa tenebricosa Liechtenstein
- Vespa tesserazonia Schrank
- Vespa trizonata Liechtenstein
- Vespa tropica (Linnaeus)
- Vespa unicolor Liechtenstein
- Vespa usta Liechtenstein
- Vespa velox Christ
- Vespa velutina Lepeletier
- Vespa vivax Smith

In Italia sono presenti due specie autoctone, Vespa crabro (il comune calabrone) e Vespa orientalis (diffusa principalmente nel Sud del paese, inclusa la Sicilia) e una specie alloctona, Vespa velutina (originaria del sud-est asiatico e arrivata in Italia dalla Francia, presente principalmente in alcune aree di Liguria e Piemonte).